# 불안은 영혼을 잠식한다
《불안은 영혼을 잠식한다》(Ali: Fear Eats The Soul, Angst Essen Seele Auf)는 서독에서 제작된 라이너 베르너 파스빈더 감독의 1974년 드라마, 멜로/로맨스 영화이다. 브리지트 미라 등이 주연으로 출연하였다.

## 출연

### 주연
- 브리지트 미라

### 조연
- 임 허만
- 하크 봄
- 라이너 베르너 파스빈더